# 24-Stunden-Rennen von Spa-Francorchamps 2010

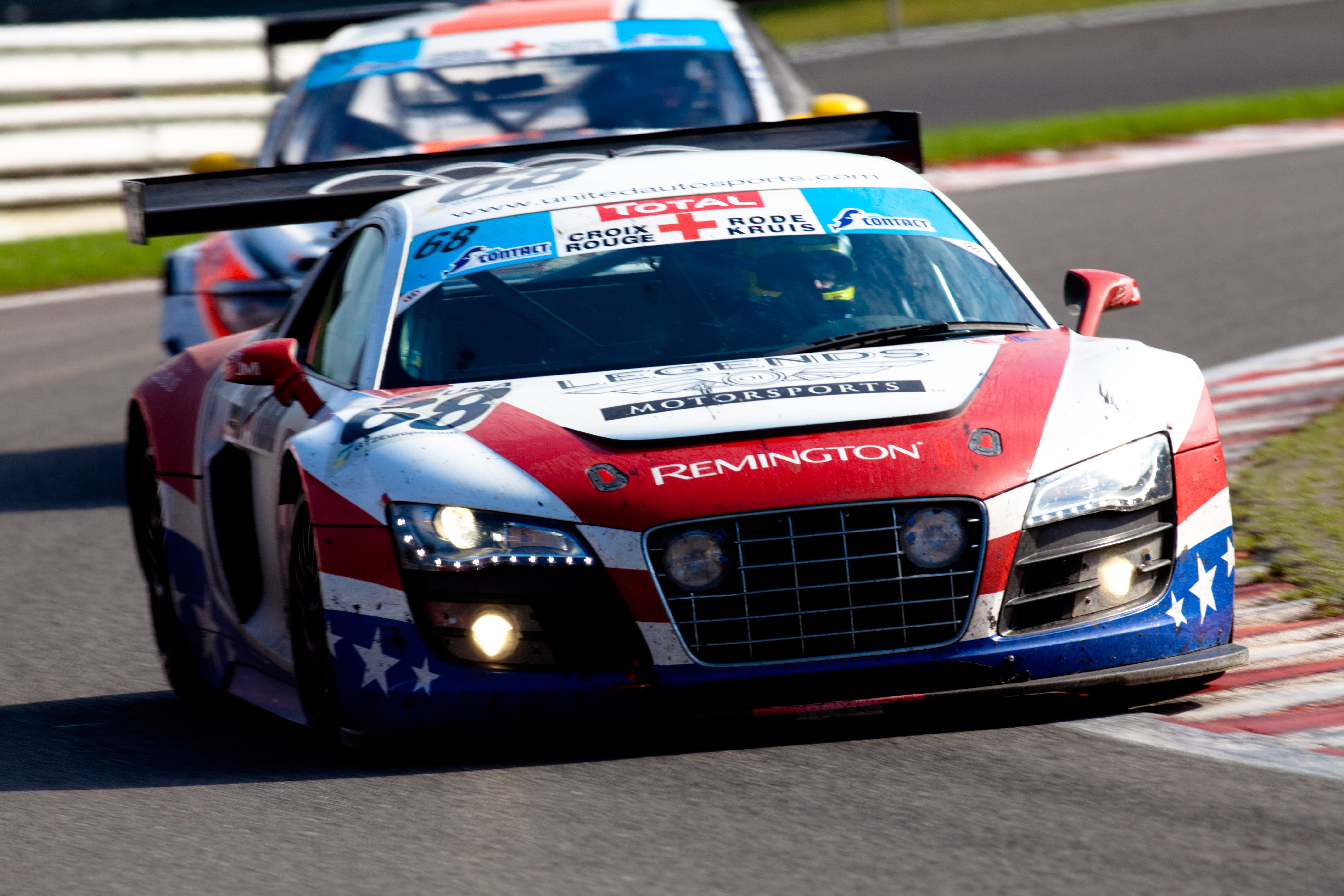
Der neuntplatzierte Audi R8 LMS von Mark Patterson, Stefan Johansson, Alain Li und Emil Assentato

Das 62. 24-Stunden-Rennen von Spa-Francorchamps, auch Total Spa 24 Hours 2010, fand am 31. Juli und 1. August 2010 auf dem Circuit de Spa-Francorchamps statt. Das Rennen zählte zu keiner Rennserie.

## Das Rennen
Das Rennen gewannen Romain Dumas, Martin Ragginger, Jörg Bergmeister und Wolf Henzler, die einen Porsche 997 GT3-RSR der BMS Scuderia Italia fuhren. Für Martin Ragginger war es der größte Erfolg seiner Karriere als Rennfahrer. Dazu der Österreicher nach dem Gesamtsieg: „Der Gesamtsieg bei so einem Langstrecken-Klassiker ist schon ein Höhepunkt einer Motorsportkarriere. Die Gefühle nach so einem Rennen sind unbeschreiblich. Wir sind überglücklich und können es noch gar nicht richtig glauben. Der Porsche hat sehr gut gehoben (Salzburger Mundart, heißt übersetzt: Der Porsche hat sehr gut gehalten) und die ganze Mannschaft der Scuderia Italia hat sehr gut gearbeitet. Jetzt wird richtig gefeiert.“. Das Porsche-Quartett siegte vor dem Marken- und Typenkollegen Raymond Narac, Patrick Pilet, Patrick Long und Richard Lietz.

## Ergebnisse

### Schlussklassement
| 1               | GT2 | 23  | BMS Scuderia Italia     | Romain Dumas Martin Ragginger Jörg Bergmeister Wolf Henzler            | Porsche 997 GT3-RSR            | 541 |
| 2               | GT2 | 16  | IMSA Performance Matmut | Raymond Narac Patrick Pilet Patrick Long Richard Lietz                 | Porsche 997 GT3-RSR            | 541 |
| 3               | GTN | 79  | BMW Motorsport          | Dirk Werner Dirk Müller Dirk Adorf                                     | BMW M3 GT2                     | 540 |
| 4               | GTN | 78  | BMW Motorsport          | Jörg Müller Uwe Alzen Pedro Lamy                                       | BMW M3 GT2                     | 534 |
| 5               | GT2 | 1   | AF Corse                | Michael Waltrip Robert Kauffman Nicola Cadei Marco Cioci               | Ferrari F430 GTE               | 519 |
| 6               | GT3 | 53  | Mühlner Motorsport      | Jürgen Häring Dimitrios Konstantinou Gilles Vannelet Arnaud Peyroles   | Porsche 997 GT3-R              | 518 |
| 7               | GT2 | 4   | Prospeed Competition    | Paul van Splunteren Niek Hommerson Phil Bastiaans Louis Machiels       | Porsche 997 GT3-RSR            | 515 |
| 8               | GT3 | 99  | Marc VDS Racing Team    | Bas Leinders Maxime Martin Marc Duez                                   | Ford GT GT3                    | 512 |
| 9               | GT3 | 68  | United Autosports       | Mark Patterson Stefan Johansson Alain Li Emil Assentato                | Audi R8 LMS                    | 503 |
| 10              | GT3 | 67  | United Autosports       | Eddie Cheever Zak Brown Richard Dean Mark Blundell                     | Audi R8 LMS                    | 501 |
| 11              | GT2 | 7   | Trackspeed              | David Ashburn Carl Rosenblad Sebastian Asch Tim Bergmeister            | Porsche 997 GT3-RSR            | 500 |
| 12              | GT2 | 17  | IMSA Performance Matmut | Jean-Philippe Belloc Richard Balandras Christophe Bourret Pascal Gibon | Porsche 997 GT3-RSR            | 498 |
| 13              | GT3 | 73  | WRT Belgian Audi Club   | Stéphane Ortelli Stéphane Lémeret François Verbist Kurt Mollekens      | Audi R8 LMS                    | 497 |
| 14              | GT3 | 71  | Team RPM                | Alex Mortimer Peter Bamford Matt Griffin                               | Ford GT GT3                    | 492 |
| 15              | GT3 | 60  | Prospeed Competition    | Jos Menten Julien Schroyen Maxime Soulet Oskar Slingerland             | Porsche 997 GT3-R              | 488 |
| 16              | GTN | 81  | Gravity International   | Romain Grosjean Vincent Radermecker Ron Marchal Diego Alessi           | Mosler MT900R                  | 466 |
| 17              | GTN | 66  | Jetalliance Racing      | Lukas Lichtner-Hoyer Vitus Eckert Marco Seefried Martin Rich           | Porsche 997 GT3 Cup            | 461 |
| 18              | GT3 | 56  | Sport Garage            | André-Alain Corbel Thomas Duchene Christian Beroujon                   | BMW Alpina B6 GT3              | 441 |
| 19              | GTN | 58  | VDS Racing Adventures   | Raphaël van der Straten Eric Qvick José Close Karim Al-Azhari          | Ford Mustang FR500 GT3         | 431 |
| 20              | GT3 | 86  | Gulf Team First         | Didier André Grégoire Demoustier Mike Wainwright Roald Goethe          | Lamborghini Gallardo LP560 GT3 | 410 |
| 21              | GT4 | 59  | Jota Sport              | Sam Hancock Simon Dolan Roger Wills Joe Twyman                         | Aston Martin V8 Vantage GT4    | 376 |
| 22              | GT4 | 70  | Excelsior               | Sébastian Viale Michel de Coster Pascal Nelissen-Grade Rik Renmans     | Aston Martin V8 Vantage GT4    | 338 |
| 23              | GT4 | 69  | Speed Lover             | Patrick Deblauwe René Brugmans Didier Grandjean Jean-Michel Gérome     | Porsche 997 GT3                | 333 |
| Ausgefallen     |     |     |                         |                                                                        |                                |     |
| 24              | GT3 | 55  | Sport Garage            | Gaël Lesoudier Thierry Prignaud Thierry Stépec Romain Brandela         | BMW Alpina B6 GT3              | 417 |
| 25              | GT3 | 85  | Gulf Team First         | Fabien Giroix Frédéric Fatien Anthony Beltoise Jean-Pierre Valentini   | Lamborghini Gallardo LP560 GT3 | 374 |
| 26              | GT3 | 64  | Brussels Racing         | Eddy Renard Tim Verbergt Koen Wauters Jeffrey Van Hooydonk             | Aston Martin DBRS9             | 328 |
| 27              | GT3 | 51  | Phoenix Racing          | Andrea Piccini Marc Hennerici Henri Moser Alexandros Margaritis        | Audi R8 LMS                    | 325 |
| 28              | GT2 | 2   | AF Corse                | Eric van de Poele Bert Longin Gianmaria Bruni Toni Vilander            | Ferrari F430 GTE               | 295 |
| 29              | GT3 | 50  | Phoenix Racing          | Mike Rockenfeller Lucas Luhr Marcel Fässler Anthony Kumpen             | Audi R8 LMS                    | 294 |
| 30              | GT3 | 98  | Marc VDS Racing Team    | Eric De Doncker Renaud Kuppens Markus Palttala                         | Ford GT GT3                    | 249 |
| 31              | GTN | 91  | Level Racing            | Philippe Broodcooren René Marin Christoff Corten Bruno Barbaro         | Porsche 997 GT3 Cup            | 235 |
| 32              | GT2 | 13  | Prospeed Competition    | Marco Holzer Marc Lieb Richard Westbrook Marc Goossens                 | Porsche 997 GT3-RSR            | 207 |
| 33              | GT3 | 52  | Mühlner Motorsport      | Armand Fumal Jérôme Thiry Mark Thomas Gianluca de Lorenzi              | Porsche 997 GT3-R              | 135 |
| 34              | GT3 | 74  | WRT Belgian Audi Club   | David Tuchbant Jean-Luc Blanchemain Christian Kelders Frédéric Bouvy   | Audi R8 LMS                    | 127 |
| 35              | GTN | 100 | First Motorsport        | Hoevert Vos Jeroen Schothorst Raymond Coronel Harrie Kolen             | Porsche 997 GT3 Cup S          | 91  |
| 36              | GT3 | 84  | Reiter Engineering      | Peter Kox Marc Hayek Ettore Bonaldi Jeffrey Lee                        | Lamborghini Gallardo LP560 GT3 | 63  |
| 37              | GT3 | 72  | WRT Belgian Audi Club   | Frank Biela Frank Stippler Vincent Vosse Gregory Franchi               | Audi R8 LMS                    | 57  |
| 38              | GT3 | 61  | Prospeed Competition    | Philippe Nozière Remy Brouard Christophe Kerkhove                      | Porsche 997 GT3-R              | 43  |
| 39              | GT3 | 63  | Brussels Racing         | Pierre Grivegnée Christophe d’Ansembourg Jérôme Demay                  | Aston Martin DBRS9             | 25  |
| 40              | GT4 | 62  | RJN Motorsport          | Rob Barff Alex Buncombe Chris Buncombe Lucas Ordoñez                   | Nissan 370Z GT4                | 23  |
| Nicht gestartet |     |     |                         |                                                                        |                                |     |
| 41              | GTN | 92  | G2 Racing               | Björn Grossmann Claudio Sdanewitsch Stéphane Clareton Cédric Mézard    | Ferrari F430 GT3               | 1   |

1 nicht gestartet

### Nur in der Meldeliste
Zu diesem Rennen sind keine weiteren Meldungen bekannt.

### Klassensieger
| Klasse | Fahrer        | Fahrer                 | Fahrer           | Fahrer          | Fahrzeug                    | Platzierung im Gesamtklassement |
| ------ | ------------- | ---------------------- | ---------------- | --------------- | --------------------------- | ------------------------------- |
| GT2    | Romain Dumas  | Martin Ragginger       | Jörg Bergmeister | Wolf Henzler    | Porsche 997 GT3-RSR         | Gesamtsieg                      |
| GT3    | Jürgen Häring | Dimitrios Konstantinou | Gilles Vannelet  | Arnaud Peyroles | Porsche 997 GT3-R           | Rang 6                          |
| GT4    | Sam Hancock   | Simon Dolan            | Roger Wills      | Joe Twyman      | Aston Martin V8 Vantage GT4 | Rang 21                         |
| GTN    | Dirk Werner   | Dirk Müller            | Dirk Adorf       |                 | BMW M3 GT2                  | Rang 3                          |

### Renndaten
- Gemeldet: 41
- Gestartet: 40
- Gewertet: 23
- Rennklassen: 4
- Zuschauer: unbekannt
- Wetter am Renntag: warm und trocken
- Streckenlänge: 7,004 km
- Fahrzeit des Siegerteams: 24:00:27.341 Stunden
- Gesamtrunden des Siegerteams: 541
- Gesamtdistanz des Siegerteams: 3789,164 km
- Siegerschnitt: 157,830 km/h
- Pole Position: Bert Longin – Ferrari F430 GTE (#2) – 2:22,403
- Schnellste Rennrunde: Dirk Werner – BMW M3 GT3 (#79) – 2:21,430 = 178,280 km/h
- Rennserie: zählte zu keiner Rennserie